# Гродковиці
Гродковиці (пол. Grodkowice) — село в Польщі, у гміні Клай Велицького повіту Малопольського воєводства.
Населення — 422 особи (2011).

## Демографія
Демографічна структура станом на 31 березня 2011 року:
|          | Загалом | Допрацездатний вік | Працездатний вік | Постпрацездатний вік |
| -------- | ------- | ------------------ | ---------------- | -------------------- |
| Чоловіки | 211     | 47                 | 145              | 19                   |
| Жінки    | 211     | 42                 | 121              | 48                   |
| Разом    | 422     | 89                 | 266              | 67                   |